# 코리아포트원
주식회사 코리아포트원(PortOne Korea)은 2011년 설립된 페이먼트 테크 전문 대한민국 기업이다.

## 주요 제품
- 원 페이먼트 인프라 - 이니시스, KCP 등의 전자지급결제대행서비스사의 신용카드, 간편결제, 실시간 계좌이체, 가상계좌, 휴대폰 소액결제 등 온라인 결제, 네이버페이, 카카오페이, 삼성 페이와 같은 간편결제와 페이팔 익스프레스 등 해외 결제를 연동하고 관리할 수 있다.[3]
- 파트너 정산 - 플랫폼 기업의 하위셀러 정산을 처리할 수 있는 서비스.[4]

## 역사
- 2011년 11월 "시옷" 법인 설립(소프트웨어 개발 및 공급업)[5]
- 2013년 8월 무빙카트 서비스 베타 서비스 시작[6]
- 2014년 1월 무빙카트 유료 버전 운영 개시[6]
- 2014년 10월 아임포트 서비스 개시[7]
- 2016년 7월 1,600개 스타트업에서 아임포트 서비스 사용[7]
- 2017년 거래액 1,600억 원[8]
- 2020년 10월 29일 차이코퍼레이션에 인수[3]
- 2020년 연간 거래액 3조원,[2] 9월 누적 4조원[1][8]
- 2022년 연간 거래액 10조원[2]
- 2023년 2월 "아임포트"에서 "포트원코리아"로 사명 변경[9]
- 2023년 9월 6일 파트너정산 서비스 출시[4]

## 같이 보기
- 전자지급결제대행서비스